# Davey Porsius
Davey Porsius (2 augustus 1995) is een Nederlands golfer.
Porsius begon op vijfjarige leeftijd met golf op Golfbaan Borchland in Amsterdam. Na een onderbreking hervatte hij de sport op Golfbaan Naarderbos. In 2013 werd hij getroffen door een ribblessure die hem een jaar lang van competitie afhield. In 2015 behaalde hij de derde plaats op het Nederlands Kampioenschap en vestigde een baanrecord op De Hoge Kleij, maar liep vervolgens een peesblessure aan zijn pols op. In 2017 werd Porsius Nederlands Matchplay-kampioen bij de amateurs en kwalificeerde zich in 2018 voor de Alps Tour en het KLM Open. Hij behaalde zijn VWO-diploma en studeerde af aan de Johan Cruyff University, wat hem de mogelijkheid bood zich volledig op zijn topsportcarrière in golf te richten.
Als professionele golfer nam hij deel aan diverse toernooien, waaronder wederom het KLM Open en de Alps Tour, waar hij in 2022 de Hauts de France-Pas de Calais Golf Open won. Naast zijn activiteiten als tourspeler was Porsius actief op Golfbaan Delfland en bood hij golflessen aan bij KingsGolf in Soest. In november 2024 beëindigde Porsius zijn carrière als professioneel golfer vanwege een aanhoudende rugblessure.
Dezelfde maand ging hij aan de slag op Golfbaan Delfland. In januari 2025 werd hij er Head Professional bij Golf Academy Delfland, als opvolger van Helen Reid.